# Supplice du pal
Pour les articles homonymes, voir Pal.
 (juin 2018).

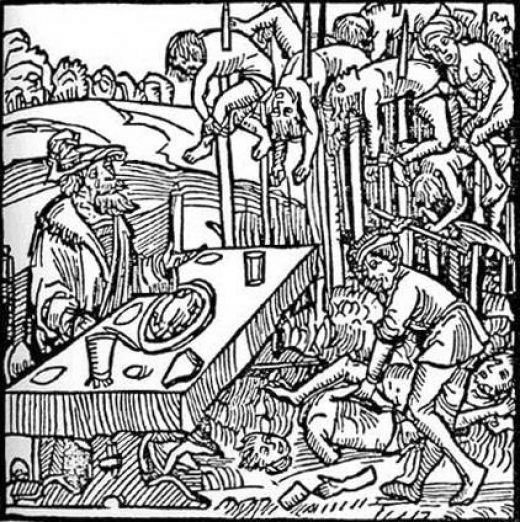
Représentation du prince valaque Vlad Țepeș faisant un repas cannibale devant une « forêt de pals », tirée des chroniques de Brodoc (diffusées par les ennemis de ce prince).

Le supplice du pal, appelé aussi empalement, est une méthode d'exécution passive, réputée pour être particulièrement douloureuse et spectaculaire, à l'instar de la crucifixion.

## Description
Les premières représentations viennent d'Assyrie, en Mésopotamie. Cette méthode d'exécution fut utilisée également dans l'Empire ottoman, en Valachie, en Perse, au Siam et en Europe.

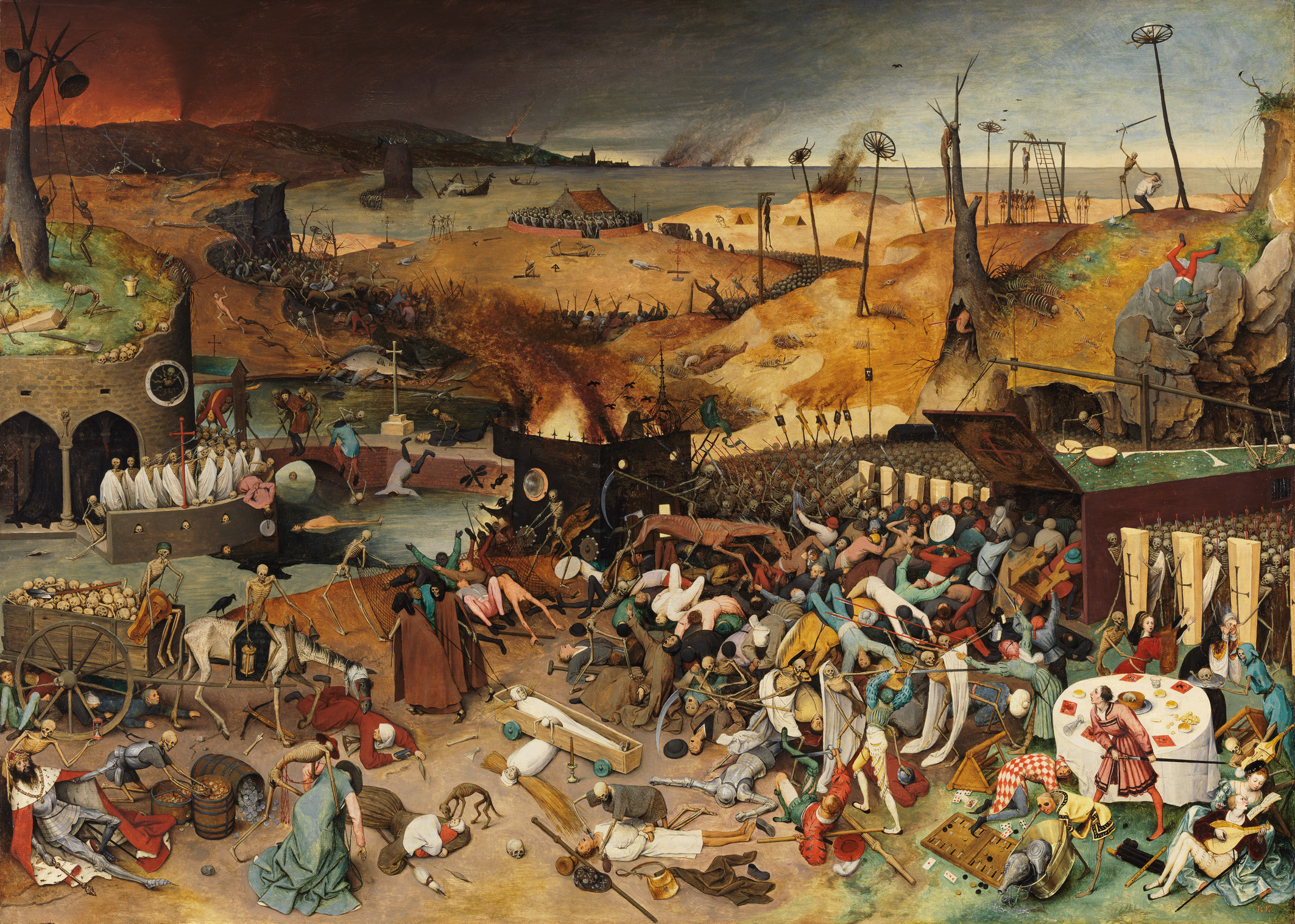
Le Triomphe de la Mort de Pierre Brueghel l'Ancien (1562). On peut apercevoir, au milieu des roues en arrière-plan, un homme empalé.

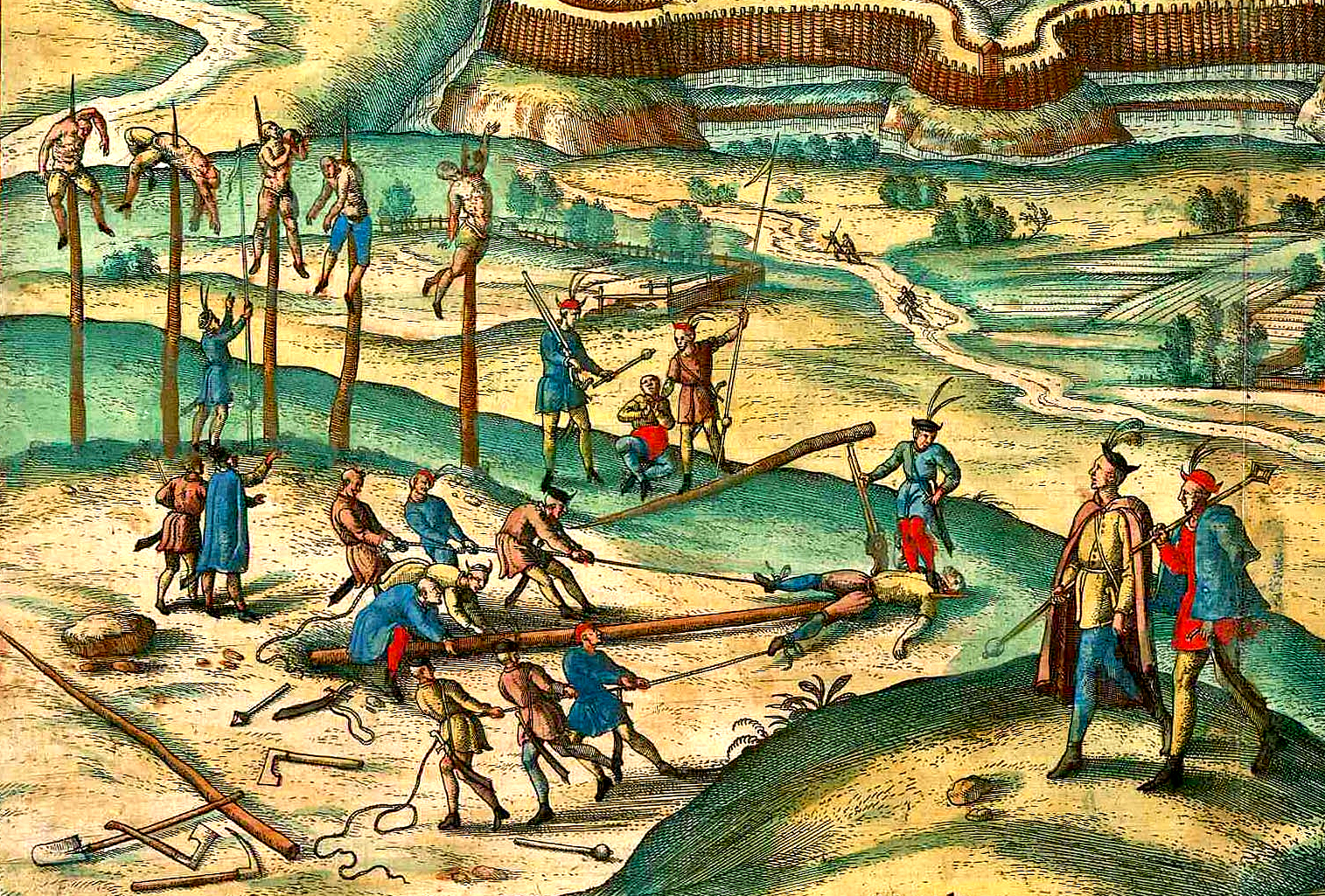
Des mercenaires wallons s'étant mutinés subissent le supplice du pal à Pápa en 1600 pendant la Longue Guerre.

Selon une méthode illustrée sur des reliefs assyriens, la victime était empalée juste en dessous du sternum sur un pieu (désigné alors par le terme « pal ») planté à la verticale, puis laissée telle quelle jusqu'à ce que mort s'ensuive, la personne se faisant lentement transpercer sous l'effet de la gravité. Toutefois, la méthode la plus répandue et dont il existe des traces en Russie et en Turquie voulait que l’on enfonçât le pal dans l'anus du condamné, avant de le planter en terre. La cruauté du supplice était modulée par le degré d'acuité de la pointe, la taille du pieu, et la profondeur à laquelle on l'enfonçait. Le plus fréquemment, la pointe était arrondie afin de repousser les chairs sans les léser, afin que le supplice durât le plus longtemps possible. Elle ressortait par le thorax, par les épaules ou par la bouche, en fonction de la direction donnée. Le but était d'apporter une frayeur maximale aux spectateurs.

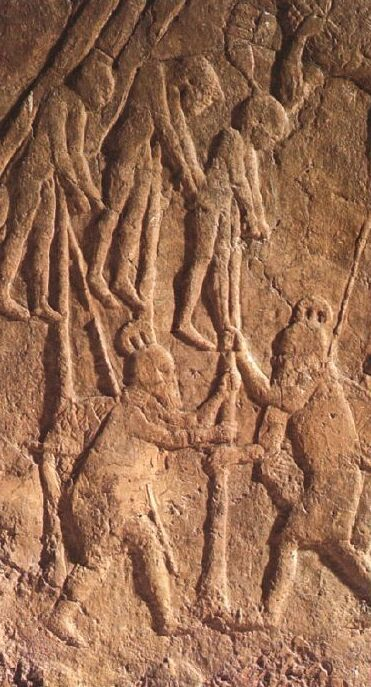
Empalement de Juifs, détail d'un (relief assyrien), British Museum.

À la fin du XIIe siècle av. J.-C., sous le règne du pharaon Ramsès IX, le supplice du pal est utilisé pour exécuter des pilleurs de tombes royales. Pour les autorités de l'époque, la violence de ce procédé d'exécution doit dissuader les potentiels pilleurs et rassurer l'opinion publique, inquiète car les délinquants ont bénéficié de complicités au sein de l'administration.

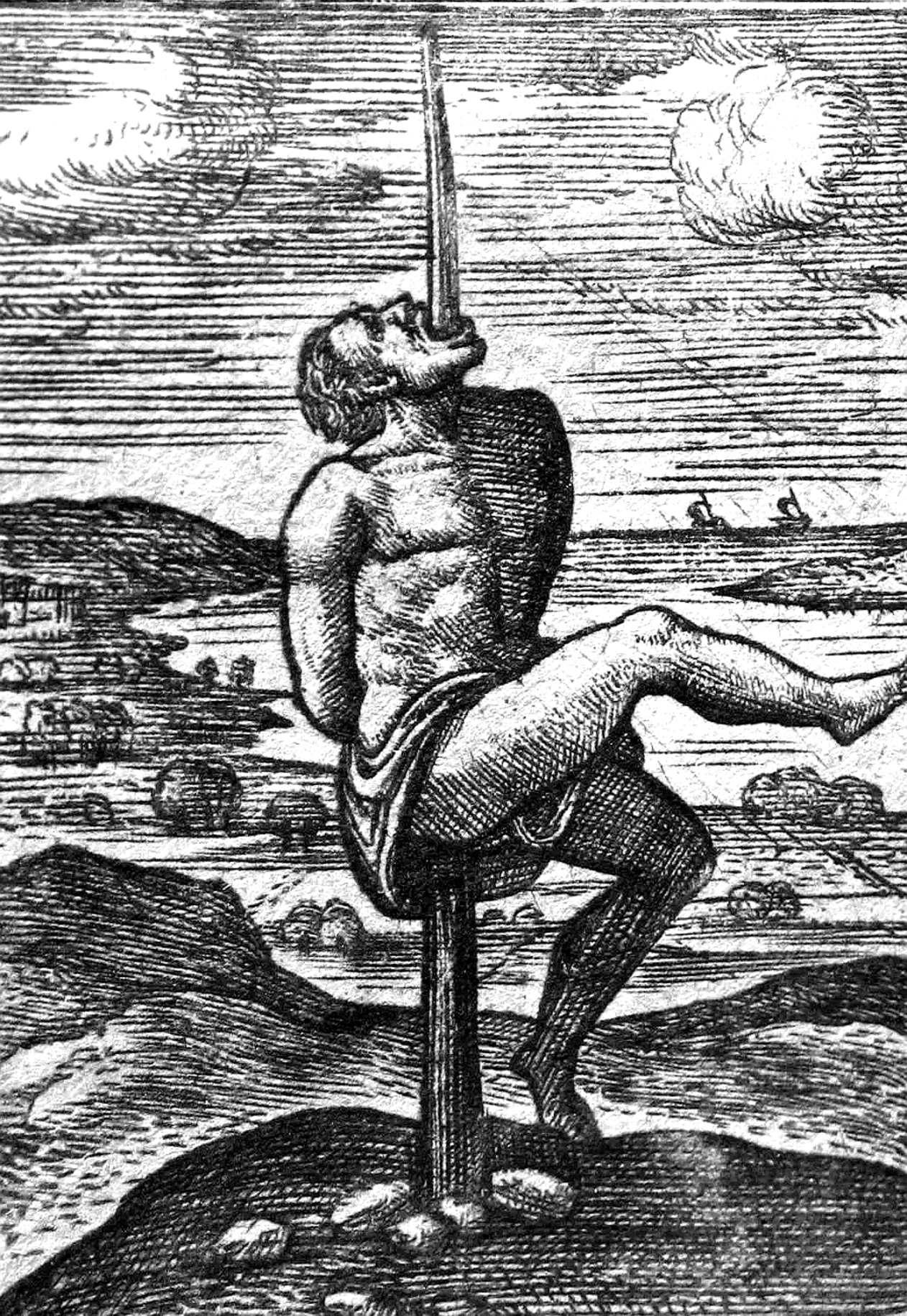
Gravure représentant un empalement où le pieu ressort par la bouche. Extraite du livre De Cruce de Juste Lipse.

Au XVe siècle, le Roumain Vlad Ţepeş était surnommé « l'Empaleur ». Ayant maintes fois pratiqué un tel supplice contre les Turcs et ses sujets, sa réputation fut rapidement associée à une barbarie assumée.

### Exemples
Le Français Claude Desprez rapporta qu'au cours de la campagne d'Égypte (1798-1801), une commission militaire française a également pratiqué ce type d'exécution à l'encontre du Syrien Soleyman el-Halaby, coupable d'avoir assassiné le général Kléber en 1800. En voici les propos :
Le Syrien Soleyman, assassin de Jean-Baptiste Kléber y fut condamné en 1800 par une commission militaire française, 

« L'homme fut condamné, par le conseil de guerre français, à avoir les poings brûlés puis à être empalé vif. Le bourreau Barthélemy coucha sur le ventre Soleyman, tira un couteau de sa poche, lui fit au fondement une large incision, en approcha le bout de son pal et l'enfonça à coups de maillet. Puis il lia les bras et les jambes du patient, l'éleva en l'air et fixa le pal dans un trou préparé. Soleyman vécut encore durant quatre heures, et il eût vécu plus si durant l'absence de Barthélemy un soldat ne lui eût donné à boire : à l'instant même il expira. »

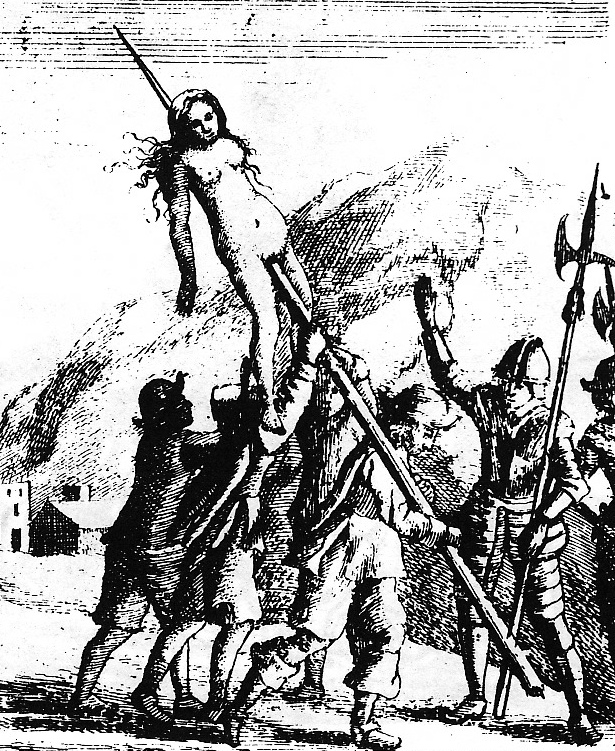
L'empalement d'Anna, fille de Giovani Charboniere (1655), gravure de Samuel Moreland, Histoire des églises évangéliques de la vallée du Piémont (1658).

Dominique-Jean Larrey, dans ses Mémoires, précise :

« Le courage et le sang froid avec lequel Soleyman se laissa brûler la main droite et empaler étonnent l’homme sensible, et prouvent combien la ferme volonté de l’individu influe sur les sensations physiques. Il vécut environ quatre heures, au milieu des plus cruelles souffrances, sans faire entendre une seule plainte. La brûlure de la main s’était portée jusqu’aux os ; et le pal, après avoir dilacéré les viscères du bas-ventre, les nerfs et les vaisseaux, avait fracturé l’os sacrum, deux vertèbres lombaires, et s’était implanté dans le canal vertébral. Je me suis convaincu de ces faits par l’inspection que je fis, quelque temps après, de son cadavre, quoique déjà desséché : j’en ai déposé le squelette au muséum d’histoire naturelle. »

En 1821, le révolutionnaire et héros de la guerre d'indépendance grecque, Athanásios Diákos, fut empalé par les Turcs et brûlé (la tradition dit qu'il a été rôti à la broche).